# Контргайка

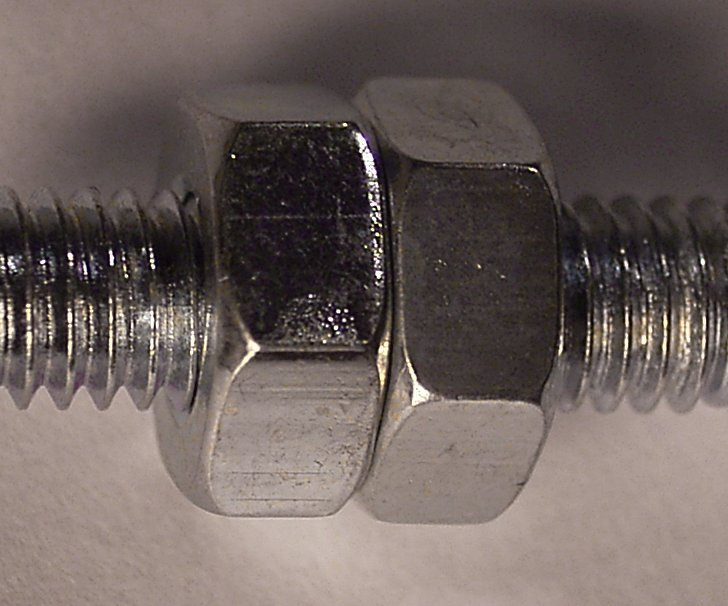
Звичайна кріпильна гайка, використана у ролі контрольної

Контргайка або Контрольна гайка — кріпильний виріб з нарізевим отвором і конструктивним елементом для прикладення крутного моменту, який виконує роль страхувального елементу для запобігання розкручування кріпильної (основної) гайки. Зазвичай є тоншою (2/3 товщини) від кріпильної гайки і загвинчується в бік її розгвинчування.
Основним принципом роботи контргайки є збільшення сили тертя між різьбою та основною гайкою задля запобігання самовільного розгвинчування останньої.